# أل سميث (سائق سيارة سباق)
أل سميث (بالإنجليزية: Al Smith)‏ هو مهندس أمريكي، ولد في 30 يناير 1929، وتوفي في 24 يونيو 1985.